# Квинт Клавдий Фламин
Квинт Кла́вдий Флами́н (лат. Quintus Claudius Flamen; умер после 206 года до н. э.) — римский военачальник и политический деятель, претор 208 года до н. э.
Квинт Клавдий был избран претором на 208 год до н. э., когда в Италии шла война с Ганнибалом. По результатам жеребьёвки его направили в Тарент, незадолго до того взятый Квинтом Фабием Максимом. Полномочия Фламина были продлены на 207 и 206 годы до н. э., причём при первом продлении Квинт получил под своё командование два легиона. В 207 году до н. э. именно он перехватил гонцов к Ганнибалу от его брата Гасдрубала, благодаря чему римляне смогли предотвратить объединение двух вражеских армий.